# Mutualizm

Zapylanie – przykład mutualizmu

Mutualizm (łac. mutuus ‘pożyczony’, ‘wzajemny’, ‘obustronny’, ‘wspólny’) – jedno z oddziaływań nieantagonistycznych zachodzących pomiędzy dwoma różnymi gatunkami (zwykle o odmiennych wymaganiach), charakteryzujący się obopólnymi korzyściami o takim stopniu, który praktycznie wzajemnie uzależnia istnienie obu populacji.
Przykłady:
- bakterie brodawkowe i rośliny bobowate (motylkowe) – bakterie asymilują azot atmosferyczny, umożliwiając roślinom tym porastania gleb ubogich w ten pierwiastek[1][2];
- przeżuwacze i ich mikrobiota jelitowa – bakterie umożliwiają zwierzętom tym trawienie celulozy, obecnej w ich pokarmie[1];
- termity i ich mikrobiota jelitowa (wiciowce rozkładające celulozę)[1];
- mykoryza – grzyby bytujące w korzeniach roślin naczyniowych[1];
- Pseudomyrmex ferruginea (mrówki) i Acacia coriacea (akacja) – owady otrzymują od drzewa schronienie oraz pożywienie, odstraszając w zamian fitofagów[1];
- ćmy z rodzaju Pronuba i juki – owady zapylają roślinę, której części stanowią pożywienie dla ich gąsienic[1];
- ptaszniki i żaby z rodzaju wąskopyskowatych – pająki bronią żaby przed drapieżnikami, a żaby wyjadają mniejsze owady stanowiące zagrożenie dla kokonu[3].